# Brasiliguana
Brasiliguana es un género de lagarto iguanio el cual vivió durante el período Cretácico Superior (Turoniense a Santoniense) en lo que ahora es Brasil. Es conocido a partir del holotipo MN 7230-V, un maxilar izquierdo aislado con algunos dientes parcialmente preservados, los cuales fueron hallados en la formación Adamantina, parte del Grupo Bauru del estado de São Paulo, al sureste de Brasil. Brasiliguana fue nombrado por William R. Nava y Agustín G. Martinelli en 2011 y la especie tipo es Brasiliguana prudentis. El nombre científico se refiere a su procedencia del Cretácico tardío de Brasil y la palabra iguana, de origen indígena que se refiere a estos lagartos de Centro y Suramérica. El nombre de la especie, prudentis, se refiere a la municipalidad de Presidente Prudente, donde se encontró el holotipo.